# Michel Cabanac
Pour les articles homonymes, voir Cabanac (homonymie).
 (septembre 2021).
Michel Cabanac est un chercheur et professeur français naturalisé canadien né en 1934. 

## Biographie
Il a œuvré dans le domaine des études comportementales, physiologiques et psychologiques. On lui doit notamment les concepts d’alliesthésie, de pondérostat et d’anapyrexie.  Michel Cabanac est professeur émérite de l'Université Laval.

## Publications
- Place du comportement dans la physiologie. Michel Cabanac. Paris : Publibook, 2010.  (ISBN 9782748352122)
- Le bonheur et les morales des grandes religions : regards de scientifiques. Sous la direction de Michel Cabanac et Marie-Claude Bonniot-Cabanac. [Québec] : Presses de l'Université Laval, 2007.  (ISBN 9782763785554)
- La cinquième influence, ou, La dialectique du plaisir. Michel Cabanac. [Québec] : Presses de l'Université Laval, 2003.  (ISBN 9782763779959)
- Human selective brain cooling. Michel Cabanac. New York : Springer-Verlag, 1995.  (ISBN 9781570592232)  (ISBN 9783540590835)
- La quête du plaisir : étude sur le conflit des motivations. Michel Cabanac. Montréal : Liber, 1995.  (ISBN 9782921569255)
- Régulation et contrôle en biologie. Michel Cabanac et Mauricio Russek. Québec : Presses de l'Université Laval, 1982.  (ISBN 9782763769776)